# 10162 Issunboushi
10162 Issunboushi eller 1995 AL är en asteroid i huvudbältet som upptäcktes den 2 januari 1995 av de båda japanska astronomerna Takeshi Urata och Tsuneo Niijima i Ojima. Den är uppkallad efter den fiktiva karaktären Issunboushi.
Asteroiden har en diameter på ungefär 3 kilometer.